# Per-Inge Bengtsson
Per-Inge Bengtsson, född 29 oktober 1961, är en svensk kanotist. Han blev dubbel olympisk silvermedaljör i Los Angeles 1984.
I december 2011 fick Per-Inge Bengtsson ett paket från Svenska Kanotförbundet. Det innehöll  en medalj med inskriptionen ”Årets stjärnskott 1981”. Han var ovetande om denna utnämning och tror, att förbundet glömt att dela ut priset för 30 år sedan.
Bengtsson är Stor grabb nummer 80 på Svenska Kanotförbundets lista över mottagare för utmärkelsen Stor kanotist.